# Bus Stop (1956)
Bus Stop ook wel bekend als The Wrong Girl, is een Amerikaanse romantische komedie uit 1956 onder regie van Joshua Logan met in de hoofdrollen Marilyn Monroe en Don Murray.
De film is losjes gebaseerd op de toneelstukken People in the Wind and Bus Stop van William Inge en gaat over een cowboy die de liefde van zijn leven denkt te ontmoeten. Het bewuste meisje wil echter niets van hem weten.
Tijdens de Oscaruitreiking kreeg Don Murray een Oscar voor de Beste mannelijke bijrol.

## Verhaal
Twee cowboys, Bo en Virgil, zijn met de bus op weg van Montana naar Phoenix, Arizona, waar een rodeo wordt gehouden. In de lokale kroeg horen ze de huiszangeres, Chérie, het liedje "That Old Black Magic" zingen. Bo wordt ter plaatse verliefd op Chérie en wil met haar trouwen. Virgil verklaart hem voor gek en zegt dat zij het verkeerde type meisje is: een meisje om mee te zoenen, niet om met te trouwen. Bo houdt koppig vol dat Chérie zijn 'engel' is. Maar Chérie ziet niets in een boerenkinkel van Montana, ze wil naar Hollywood om een ster te worden. In alle vroegte vlucht ze weg met de bus.
De doorgedraaide Bo achtervolgt haar en dwingt zijn 'geliefde' in de bus naar Montana te stappen. Onderweg moet de bus stoppen omdat de weg geblokkeerd is door de sneeuw. De passagiers stappen uit bij Grace's Diner, een eethuisje. Eenmaal binnen keren de passagiers zich tegen Bo die ze, niet helemaal ten onrechte, verdenken van kidnapping en agressief gedrag. Bo slaat van zich af en wordt ten slotte in elkaar geslagen door de buschauffeur. Hij bindt in en belooft zich te gedragen. De volgende morgen verontschuldigt hij zich tegenover Chérie en zegt dat ze kan gaan waarheen ze wil. Chérie, die nu ziet dat Bo ook een zachte kant heeft, vergeeft hem en besluit nu vrijwillig met hem mee te gaan.

## Rolverdeling
| Acteur           | Personage              |
| ---------------- | ---------------------- |
| Marilyn Monroe   | Cherie                 |
| Don Murray       | Beauregard 'Bo' Decker |
| Arthur O'Connell | Virgil Blessing        |
| Betty Field      | Grace                  |
| Eileen Heckart   | Vera                   |
| Robert Bray      | Carl                   |
| Hope Lange       | Elma Duckworth         |

## Achtergrond

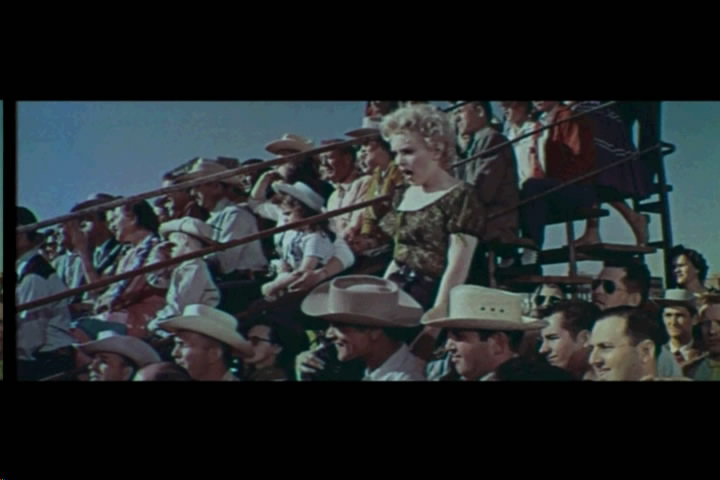
Monroe bij de rodeo

William Inge baseerde zijn toneelstukken People in the Wind en Bus Stop op gebeurtenissen en verhalen die hij hoorde van mensen in Tonganoxie, Kansas. Het oorspronkelijk stuk Bus Stop heeft maar een paar elementen gemeen met de gelijknamige film. Het toneelstuk speelt in een diner (eetgelegenheid) in Kansas, in de omgeving van Kansas City, Missouri. Tijdens een sneeuwstorm schuilen een aantal passagiers tegen de sneeuw. Tussen de verschillende personages ontstaan liefdesrelaties, ook tussen de personages cowboy Bo en zangeres Chérie. Voor de film werd de relatie tussen Bo en Chérie eruit gehaald en uitvergroot. Vooral de rol van Chérie werd groter en de hele inleiding van de rodeo werd toegevoegd.
Aanvankelijk was Fess Parker favoriet voor de rol van Bo, maar zijn contract bij de Disney Studios verhinderde dit. Don Murrauy kon hierdoor debuteren.
De film werd opgenomen op locatie in Ketchum, Idaho, North Fork Store, Idaho en Phoenix, Arizona. De studioopnames werden gemaakt in de 20th Century Fox Studios in Los Angeles.

## Muziek
De volgende nummers zijn in de film te horen:
- "That Old Black Magic" (Harold Arlen/Johnny Mercer) gezongen door: Marilyn Monroe
- "The Bus Stop Song" (Ken Darby) gezongen door: The Four Lads
- "The Right Kind" (Don George/Charles Henderson/Lionel Newman

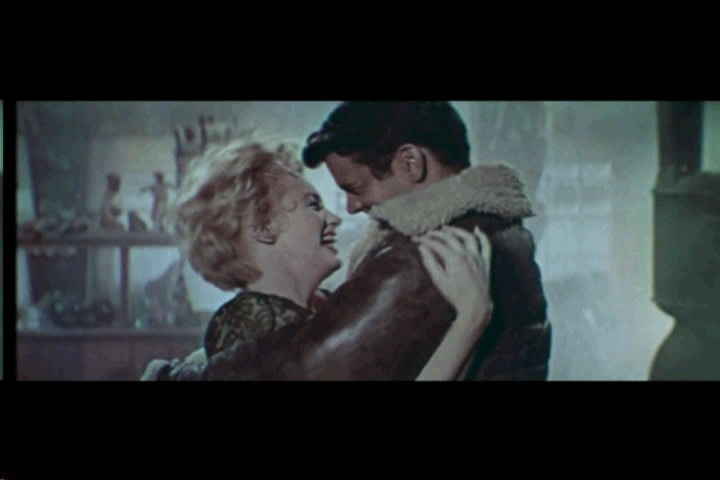
Monroe en haar geliefde

## Vervolg
In 1961-1962 bracht ABC-televisie een televisieserie uit onder de naam Bus Stop. De serie baseerde zich op het toneelstuk en niet op de film. De afleveringen spelen zich af rond de diner van eigenaresse Grace (gespeeld door Marilyn Maxwell) . In de aflevering 'Cherie' wordt wel teruggegrepen op de film. Tuesday Weld speelt in de aflevering Chérie en Gary Lockwood Beauregard 'Bo' Decker.

## Prijzen
De film won een aantal prijzen. Er was een Oscar voor Don Murray in de categorie Beste mannelijke bijrol, een Golden Globe voor Beste film en Beste actrice in een komedie of musical (Marilyn Monroe}, en een BAFTA voor Don Murray als Meest veelbelovend talent.